# Michiel van der Kuy
Michiel van der Kuy (* 10. Juli 1962), Pseudonym Denzil Slemming, ist ein niederländischer Musiker und Musikproduzent. Er hat klassische Musik (Piano) studiert. Chopin gehört zu seinen Lieblingskomponisten.
Zu seinen erfolgreichsten Projekten gehören u. a. Laserdance, L.A. Style und Koto.
Er ist außerdem an Vokalgruppen wie Claudia T und Gina beteiligt gewesen, konzentriert sich aber überwiegend auf Musik der Genre Synth/Dance.

## Laserdance
Die größten Erfolge feierte van der Kuy mit Laserdance.

## Koto
Ende der Achtziger wurde van der Kuy von ZYX beauftragt für die italienische Instrumentalgruppe Koto einige Musikstücke neu aufzulegen. Auf dem Album Masterpieces (1989) sind neben alten Koto-Stücken auch einige neue Kompositionen. Später folgten zwei Alben mit gecoverten Musikstücken u. a. und weitere eigene Kompositionen wie z. B. Time und Acknowledge. 2001 bekam A. Maiola die Rechte zurück.

## Rygar
Das Projekt Rygar war später als Ablöser von Laserdance gedacht. Die Verkaufszahlen von Laserdance konnten Ende der 90er nicht mehr an die früheren Zahlen anknüpfen, woraufhin das Projekt von den Gründern (Erik van Vliet und van der Kuy) stillgelegt wurde. Rygar gibt es seit 1989 aber erst 2001 erschien das Album The Album. Veröffentlicht wurde The Album auf das eigene Label Made Up Records. 2010 tauchten Rygar auf einem neuen Musikstück namens The Eagle auf einem Gratis herunterladbaren Sampler der New Yorker Labels Space Sound Records auf, 2012 folge das zweite Album, Modulation, ebenfalls auf Space Sound Records.

## Area 51
2004 und 2005 brachte das Rygar-Duo um van der Kuy und Rob van Eijk unter dem Namen AREA 51 zwei weitere Spacesynth-Alben heraus, diese auf dem Schweizer Label Hypersound: Jupiter Beyond und Message From Another Time. Die Alben mit ihrem moderneren, rhythmischen Klang trafen bei Fans von van der Kuy anfangs auf positive Meinungen, das zweite Album kam jedoch mehr negativ an, und das Projekt wurde stillgelegt.

## Made Up Records
Made Up Records ist u. a. durch eine Reihe von Megamixen bekannt. Die Musik der Mixe stammt überwiegend aus der Produktion von van der Kuy. Der erste Megamix Made Up Records Megamix Vol. 1 erschien 1989.

## Weitere Projekte (Auswahl)
- L.A. Style
- Rygar
- Claudia T
- Gina
- Distortion